# Хрустово (Оборницький повіт)
Хрустово (пол. Chrustowo, нім. Krusten) — село в Польщі, у гміні Оборники Оборницького повіту Великопольського воєводства.
Населення — 332 особи (2011).
У 1975-1998 роках село належало до Познанського воєводства.

## Демографія
Демографічна структура станом на 31 березня 2011 року:
|          | Загалом | Допрацездатний вік | Працездатний вік | Постпрацездатний вік |
| -------- | ------- | ------------------ | ---------------- | -------------------- |
| Чоловіки | 163     | 43                 | 114              | 6                    |
| Жінки    | 169     | 42                 | 106              | 21                   |
| Разом    | 332     | 85                 | 220              | 27                   |